# Francesco da Milano (pittore)

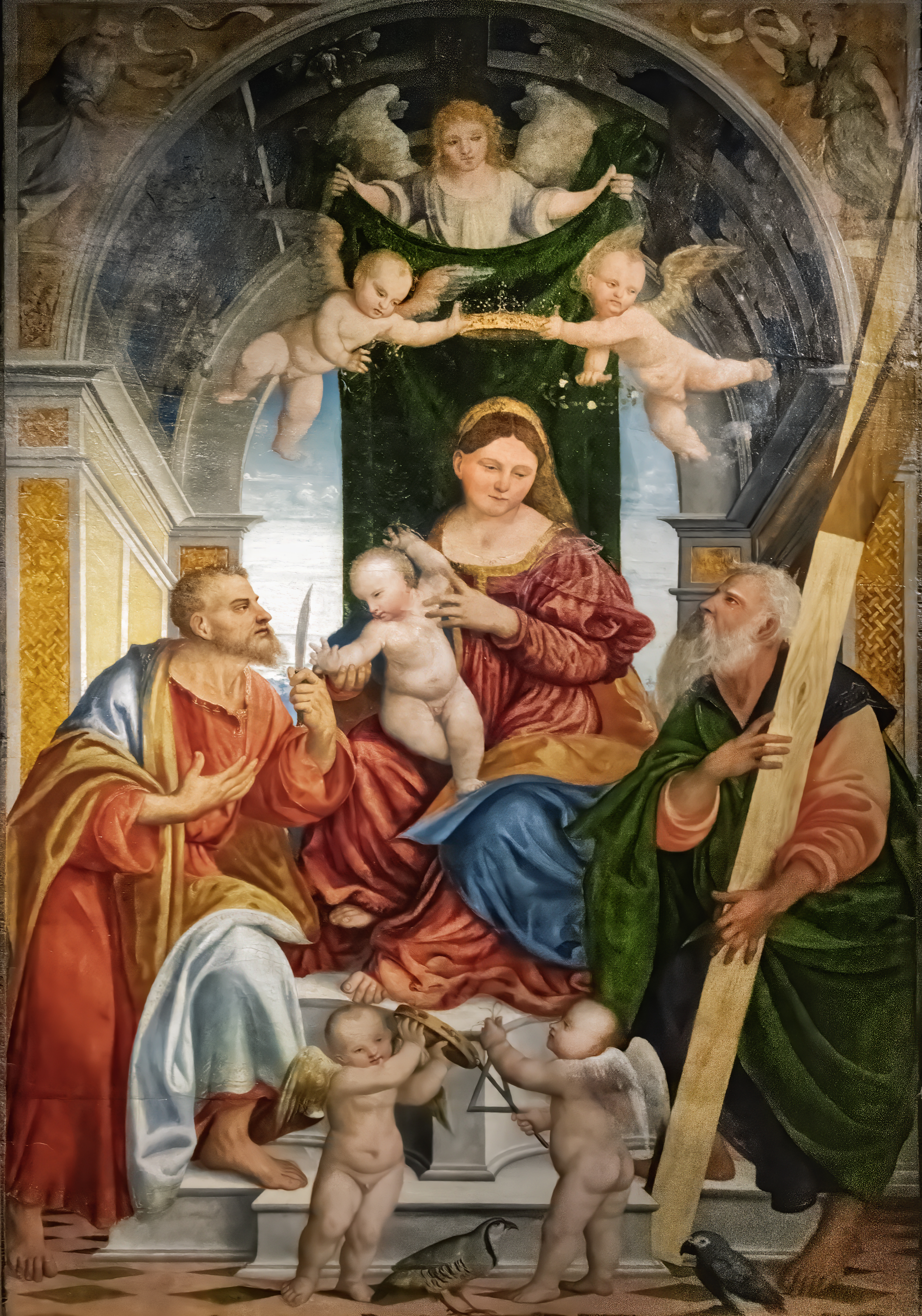
Madonna col Bambino tra i santi Andrea e Bartolomeo di Francesco da Milano Treviso

Francesco da Milano (il cui vero nome era Francesco Pagani; fl. XVI secolo) è stato un pittore italiano.

## Biografia
Ben poco si sa di questo autore (attivo tra il 1502 al 1548), che ha lasciato una ventina di opere tra tele e affreschi, nella zona dei colli trevigiani e in Friuli. Originario della Lombardia, donde derivano alcuni aspetti del suo stile che sembrano essere influenzati da Bernardo Zenale e da Vincenzo Civerchio, visse però in "contrada de Piai" a Serravalle. Qui era attivo anche Tiziano, artista bellunese ben più famoso e internazionale, il quale, per decisione del Consiglio cittadino, fu preferito al locale Francesco da Milano, al quale era stata inizialmente commissionata la pala di Serravalle.
Come testimonia una delle massime espressioni dell'arte di Francesco da Milano, il ciclo di affreschi di Castello Roganzuolo, del 1525 circa, egli riuscì a raggiungere un alto grado di maturità, compendiando le esperienze figurative dei grandi artisti italiani del Rinascimento, come ad esempio suggestioni raffaelliane.

## Opere

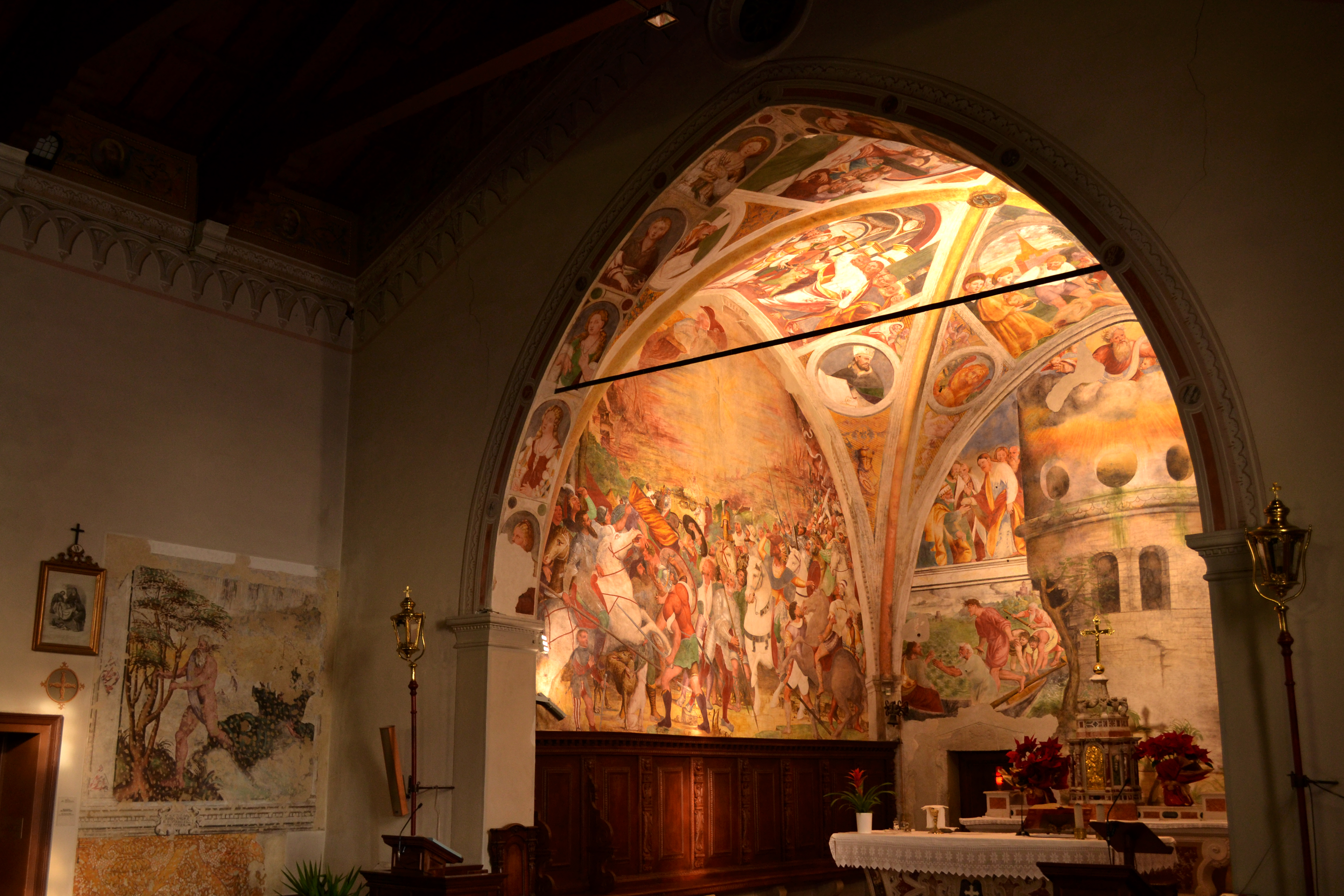
Il presbiterio affrescato nella chiesa di Castello Roganzuolo

Numerose sono le testimonianze di questo artista nel vittoriese e in generale tra provincia di Treviso e di Pordenone. Di seguito è riportato un elenco di tali opere:

### Affreschi
- Affreschi, 1510, pieve di Sant'Andrea di Bigonzo a Vittorio Veneto
- Affreschi, 1525, chiesa parrocchiale dei SS. Pietro e Paolo a Castello Roganzuolo
- Flagellazione e Cristo davanti a Pilato, resti di un ciclo di affreschi, 1525-1533 circa, parrocchiale di Colle Umberto
- Maddalena in gloria, 1541, oratorio di Santa Maria Maddalena di Obledo (Cavaso del Tomba)
- Flagellazione e Cristo davanti a Pilato, chiesa arcipretale di San Martino di Colle Umberto
- Storie di Cristo, secondo decennio del '500, sala capitolare della Scuola dei Battuti, ora parte del complesso del Duomo di Conegliano
- Madonna col Bambino tra due santi e committente, 1527, Abbazia di Santa Maria (Follina)
- Madonna col Bambino in trono, i santi Andrea e Augusta e il committente; Leone di San Marco tra la Giustizia e la Temperanza; Leone di San Marco tra i santi Sebastiano, Andrea, Francesco d'Assisi e Rocco di Montpellier, Museo del Cenedese a Serravalle

### Pale d'altare

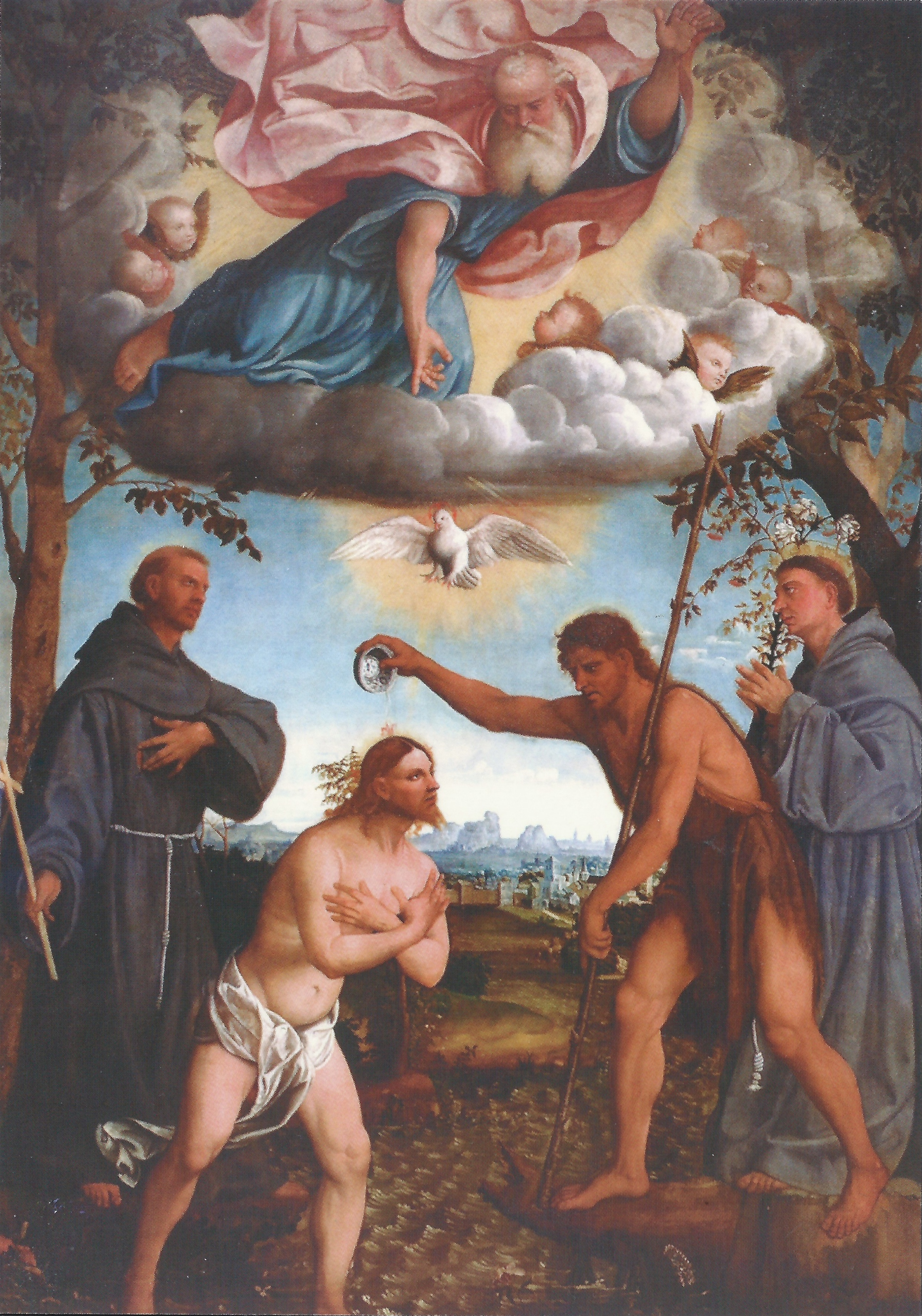
Battesimo di Cristo, Chiesa di San Giovanni Battista, Vittorio Veneto

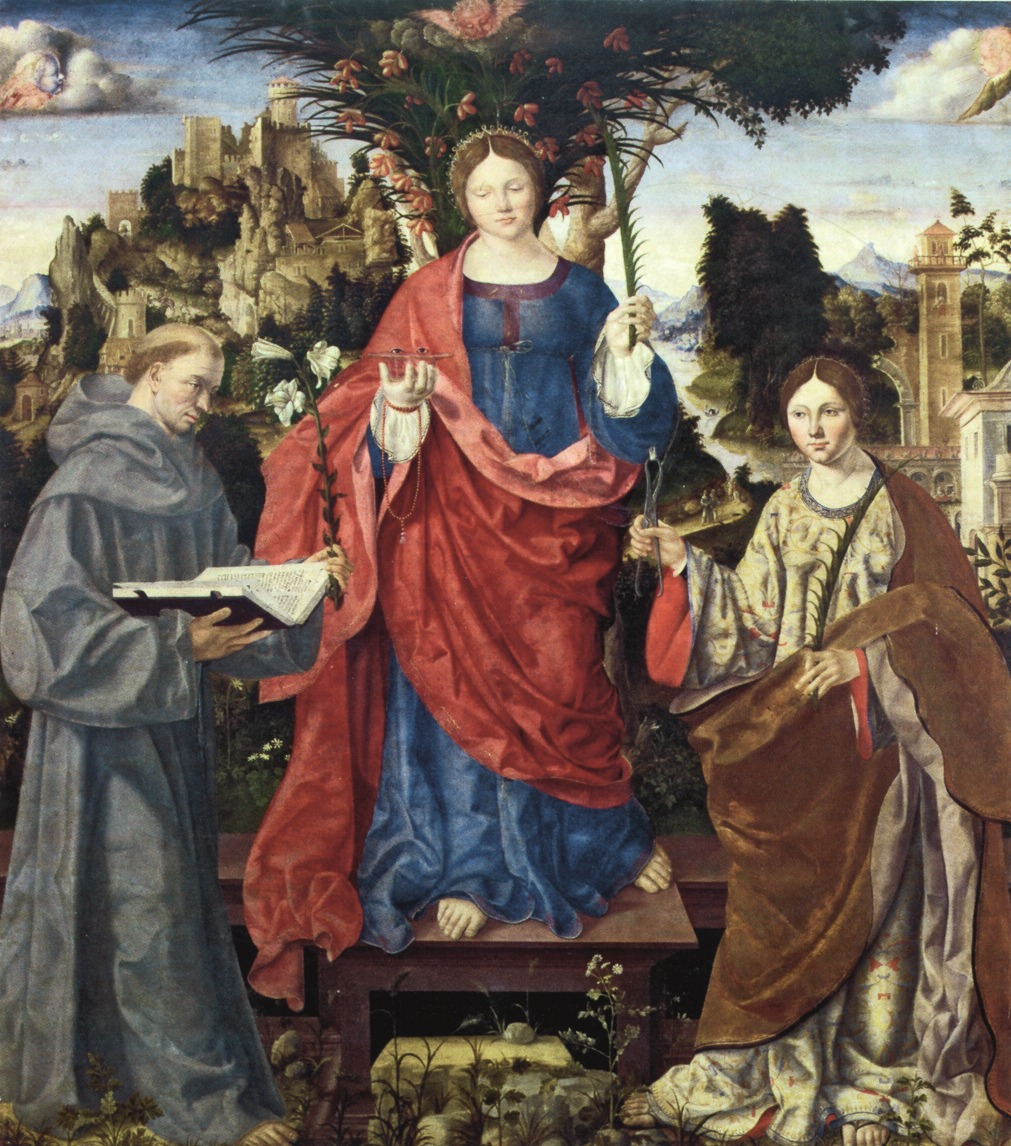
Santa Lucia fra i Santi Antonio e Apollonia, duomo di Porcia

- Madonna con bambino Gesù, ora nella collezione Dan Fellows Platt
- Sacra famiglia (attribuita), pala d'altare, chiesa di San Giovanni Battista a Vittorio Veneto
- Due tele - duomo di Serravalle
- S. Sebastiano, S. Rocco e S. Nicola di Bari, trittico su tavola, 1512, parrocchiale di Caneva
- Incredulità di San Tommaso, olio su tela, parrocchiale di Caneva
- Santa Lucia fra i Santi Antonio e Apollonia, pala, 1518 circa, duomo di Porcia
- Madonna col Bambino e i santi Pietro, Paolo, Gallo e Floriano, pala, 1537 - Chiesa dei Santi Pietro e Paolo (Soligo) a Soligo (Farra di Soligo)
- Assunzione di Maria, 1540, Duomo di Santa Maria Assunta a Pieve di Soligo
- Madonna col Bambino in trono con santi e committente, nuova parrocchiale di Lago
- Madonna col Bambino in trono tra San Giovanni Battista e San Tiziano tela, chiesa di Santa Maria a Revine Lago
- Padre Eterno, Madonna con il Bambino e i santi Rocco e Sebastiano, oratorio di Sant'Antonio a Campomolino di Gaiarine
- San Girolamo tra le sante Lucia e Agata, Museo del Cenedese a Serravalle
- Madonna con Bambino, duomo di San Daniele del Friuli
- Madonna in trono con il Bambino e santi, pala, parrocchiale di Valle di Cadore
- Madonna in gloria tra i santi Rocco, Tiziano, Vito e Sebastiano, 1522, parrocchiale di Anzano a Cappella Maggiore
- Pietà con santi, 1525 circa, Gallerie dell'Accademia di Venezia